# Šuqamuna
Šuqamuna (dŠu-qa-mu-na) war der kassitische Kriegsgott. Seine Gattin war Šumalija, sie sind "ein liebendes Paar". Šuqamuna wurde mit den babylonischen Göttern Nergal und Nusku gleichgesetzt, in anderen Inschriften wird er zusammen mit dem Lichtgott Nusku genannt. Sein Symbol ist die Keule.
Es wurde auch versucht, ṯkmn, den ugaritischen Mondgott, mit Šuqamuna gleichzusetzen.
Šuqamuna galt als Ahnherr des Königshauses, In einer Inschrift nennt sich Agum Kakrime, der zweite Herrscher der Dynastie „Sohn des Uršig-urumaš, reiner Same des Šuqamuna, eingesetzt von Anu und Enlil, Ea und Marduk, Sin und Šamaš, der starke Mann der kriegerischen Ištar“.
Šuqamuna und Šumalija waren 'die Götter des Königs' oder "die Götter des Königs und des Königshauses". Ein weiterer kudurru Marduk-apla-iddina nennt sie "die ehrfurchtgebietenden Götter, die Zepter, Thron und Regierungszeit festigen". Kurigalzu nennt sie "Gott des Königs und Schutzgöttin des Königs (il šarri u3 dlamassu šarri). Nach einer Inschrift von Kurigalzu III. nahmen Šuqamuna und Šumalija an der Krönung des Königs in Babylon teil.
Šuqamuna ist auch aus Namar im Zagros,  Nuzi, Dēr, Ugarit, und Ḫattuša belegt.